# Hexatoma willistoni
Hexatoma willistoni är en tvåvingeart som först beskrevs av Alexander 1913.  Hexatoma willistoni ingår i släktet Hexatoma och familjen småharkrankar. Inga underarter finns listade i Catalogue of Life.